# Tjuovttjure
Tjuovttjure eller Tjautjer, är en sjö i Arvidsjaurs kommun i Lappland och ingår i Piteälvens huvudavrinningsområde. Sjön har en area på 0,295 kvadratkilometer och ligger 337 meter över havet. Sjön avvattnas av vattendraget Tjautjerbäcken.

## Delavrinningsområde
Tjuovttjure ingår i det delavrinningsområde (729000-168804) som SMHI kallar för Ovan Mörtträskbäcken. Medelhöjden är 368 meter över havet och ytan är 24,86 kvadratkilometer. Räknas de 3 avrinningsområdena uppströms in blir den ackumulerade arean 41,9 kvadratkilometer. Tjautjerbäcken som avvattnar avrinningsområdet har biflödesordning 3, vilket innebär att vattnet flödar genom totalt 3 vattendrag innan det når havet efter 141 kilometer. Avrinningsområdet består mestadels av skog (60 procent) och sankmarker (31 procent). Avrinningsområdet har 0,59 kvadratkilometer vattenytor vilket ger det en sjöprocent på 2,4 procent.